# Sophia Kalkauová
Sophia Kalkauová (nepřechýleně Sophia Kalkau; * 1960) je dánská umělkyně, která pracuje v různých médiích včetně psaní, fotografie, sochařství a instalace. Sophia Kalkauová vystudovala dějiny umění na Kodaňské univerzitě a získala titul v oboru teorie umění na Královské dánské akademii výtvarných umění. Je autorkou mnoha publikací o estetice.

## Dílo
V centru umění autorky stojí kritický a otevřený dialog, který zkoumá slovní zásobu materiálu a formy kolem ženského těla prostřednictvím fotografického díla. V opakujícím se aktu slučování, spojování a kombinování lidských postav a geometrických objektů Kalkauová formuluje umělecké vyprávění o kontinuitě povrchu a prostorové organizaci.
Klíčovou charakteristikou její tvorby je konceptuální přístup k současnému sochařství, který sériově zkoumá prostřednictvím vlastního těla. Zájem Kalkauové o fyzické, kognitivní a percepční přechody se často zhmotňuje ve scénografickém performativním gestu, které zaznamenává prostřednictvím sériových fotografických tisků. Její fotografická tvorba se vymyká jednoznačnému čtení a zve diváka k různým interpretacím.

## Umění ve veřejném prostoru (výběr)
- 2021 „Fra himlen fra havet – Portaler til poesi“, Forenzní oddělení Centra duševního zdraví Sct. Hansi, Roskilde.
- 2016 "Marmorstelen", Grøndalskirken, Kodaň.[3]
- 2016 "Det Ægyptiske Æg", Den Frie Center of Contemporary Art, Kodaň.[4]
- 2015 Another Way of Watching, Slotsvase. Palsgaard Slot, Juelsminde, Dánsko.
- 2013-2015 "Cirklen, Kurven, Bladet". Nová fakultní nemocnice, Skejby, Dánsko.
- 2012 Black Column. Pier project Søndergaard, Ballerup, Dánsko.
- 2011 "Atrium". Hospic Djursland, Rønde, Dánsko.
- 2010/2011 "Lenticula". Historické místo Skibelund Krat, Dánsko.
- 2005 Quadrature of the Moon. Knihovna architektury Královské dánské akademie. Kodaň, Dánsko.
- 2003 Black Lines. Vejleåparken, Ishøj, Dánsko.

## Veřejné sbírky (výběr)
- SMK - Národní galerie Dánska[5]
- Nová nadace Carlsberg
- Kunsten – Muzeum moderního umění Aalborg[6]
- Arken Dánsko[7]
- Horsens Kunstmuseum
- Museet for Fotokunst
- AROS Aarhus Kunstmuseum
- Vejlemuseerne
- Vejen Kunstmuseum
- KØS – Muzeum umění ve veřejném prostoru

## Knihy a publikace
- 2022 UNG SOM BLY | CIRKELBRYDER
- 2019 STOFFET OG ÆGGET, Kunsten - Muzeum moderního umění, Aalborg
- 2017 "LINE OF CIRCLES", Autor Ursula Andkjær Olsen a Helle Brøns, Sorø Kunstmuseum, Dánsko.[8]
- 2014 "SOLEN ER HVID" autor Ursula Andkjær Olsen
- 2011 "Sophia Kalkau - efter ægget: en konstellation af værker fra 1999 til i dag". Autor Ursula Andkjær Olsen, editor a autor Claus Hagedorn-Olsen. Horsens Kunstmuseum, Dánsko.
- 2010 "Sophia Kalkau: Tæt på, langt ude = Close up, far out". Autoři: Mikkel Bogh, Camilla Jalving a Flemming Fribourg. Kalkaus Forlag.
- 2009 PART OF THE MILL, Maison du Danemark, Paříž
- 2008 "Dog and Die", Sophia Kalkau, vydavatel Brandt, Odense
- 2007 FRA HEXA TIL VASEN, New Carlsberg Glyptotek
- 2002 Hun og jeg og dyrene : prosastykker. Autorka Sophia Kalkauová. Vydavatel Borgen.
- 2000 Månespil, autorka Sophia Kalkauová, vydavatel Borgen